# Monika Wagner
Monika Wagner (Garmisch-Partenkirchen, 28 de febrero de 1965) es una deportista alemana que compitió en curling.
Ganó cinco medallas en el Campeonato Mundial de Curling entre los años 1986 y 2010, y once medallas en el Campeonato Europeo de Curling entre los años 1980 y 2009.
Participó en dos Juegos Olímpicos de Invierno, ocupando el octavo lugar en Nagano 1998 y el sexto en Vancouver 2010, en la prueba femenina.

## Palmarés internacional
| Representando a la RFA   |                            |                   |        |
| Campeonato Mundial       |                            |                   |        |
| Año                      | Lugar                      | Medalla           | Prueba |
| 1986                     | Kelowna (Canadá)           | Medalla de plata  | Equipo |
| 1987                     | Chicago (Estados Unidos)   | Medalla de plata  | Equipo |
| 1988                     | Glasgow (Reino Unido)      | Medalla de oro    | Equipo |
| 1989                     | Milwaukee (Estados Unidos) | Medalla de bronce | Equipo |
| Campeonato Europeo       |                            |                   |        |
| Año                      | Lugar                      | Medalla           | Prueba |
| 1980                     | Copenhague (Dinamarca)     | Medalla de bronce | Equipo |
| 1986                     | Copenhague (Dinamarca)     | Medalla de oro    | Equipo |
| 1987                     | Oberstdorf (RFA)           | Medalla de oro    | Equipo |
| 1989                     | Engelberg (Suiza)          | Medalla de oro    | Equipo |
| Representando a Alemania |                            |                   |        |
| Campeonato Mundial       |                            |                   |        |
| Año                      | Lugar                      | Medalla           | Prueba |
| 2010                     | Swift Current (Canadá)     | Medalla de oro    | Equipo |
| Campeonato Europeo       |                            |                   |        |
| Año                      | Lugar                      | Medalla           | Prueba |
| 1991                     | Chamonix (Francia)         | Medalla de oro    | Equipo |
| 1992                     | Perth (Reino Unido)        | Medalla de bronce | Equipo |
| 1994                     | Sundsvall (Suecia)         | Medalla de plata  | Equipo |
| 1995                     | Grindelwald (Suiza)        | Medalla de oro    | Equipo |
| 1996                     | Copenhague (Dinamarca)     | Medalla de bronce | Equipo |
| 1997                     | Füssen (Alemania)          | Medalla de bronce | Equipo |
| 2009                     | Aberdeen (Reino Unido)     | Medalla de oro    | Equipo |